# 郭広意
郭 広意（かく こうい））は、紀元前1世紀の中国前漢時代の人物である。生没年不明。旧字で郭廣意。執金吾。本項目では、姓が不明で広意を名とする前漢の人物についても触れる。

## 郭広意
後元2年（紀元前87年）に老齢の武帝が病死すると、皇太子に立てられていた末子の昭帝が即位した。武帝の三男で成人していた燕王劉旦は、情勢を探るために3人の臣下を都に遣わした。その一人、王孺の問い合わせに応じたのが、執金吾の広意であった。
広意は、「五莋宮で待命していたところ、宮中に帝が報じたという声がかけめぐった。諸将軍がともに太子を立てて帝とした。年は八、九歳で、葬儀に出てこなかった」と答えた。他の情報も併せ、燕王は昭帝の即位に不信感を持ったという。
この年、郭広意は執金吾を免じられた。

## 姓不明の広意
以上を記した『漢書』に、郭広意の姓名が記されるのは免職の所しかない。王孺とのやりとりの件では、姓を欠いた広意の名で書かれている。それを郭広意と推定するのは、執金吾という同じ官職に同じ年についていたためである。
姓不明の広意は『漢書』の別の箇所にも見える。前には景帝後2年（紀元前141年）に執金吾の前身である中尉になった広意。後には宣帝の元康2年（紀元前64年）に執金吾になった広意である。それぞれ後元2年の54年前、23年後だが、前者を郭広意にあてる学者もいる。
前漢には別に斥丘侯の唐広意、禾成侯の公孫広意がいて、珍しい名ではなかったようである。